# Brevicosta africana
Brevicosta africana är en tvåvingeart som beskrevs av Malloch 1921. Brevicosta africana ingår i släktet Brevicosta och familjen husflugor. Inga underarter finns listade i Catalogue of Life.